# Eugène de Savoie-Carignan
Eugène de Savoie-Carignan (18 tháng 10 năm 1663 – 21 tháng 4 năm 1736), hay François Eugène de Savoie, thường được biết đến với biệt danh Hoàng thân Eugène (tiếng Pháp: le prince Eugène, tiếng Đức: Prinz Eugen, tiếng Ý: Principe Eugenio), là một lãnh đạo quân sự, chính trị của Đế quốc La Mã Thần thánh dân tộc Đức và Đại Công quốc Áo. Eugène được xem là một trong những chỉ huy quân sự thành công nhất trong lịch sử châu Âu, từng đảm nhiệm những chức vụ cao nhất trong triều đình Habsburg ở Viên. Ông sinh ra tại Paris, xuất thân trong một gia đình quý tộc thuộc Nhà Savoy-Carignano, một nhánh của Nhà Savoy cai trị Công quốc Savoy, tuy nhiên ông lại sinh trưởng trong cung đình Pháp thời Louis XIV. Do thể lực yếu đuối, Eugène ban đầu được định hướng làm giáo sĩ, nhưng năm 19 tuổi ông quyết định theo lên con đường binh nghiệp. Do vua Louis XIV không cho ông tòng quân phục vụ nước Pháp, Eugène sang Áo và tuyên bố trung thành với Vương triều Habsburg.
Trong suốt sáu thập kỷ, Eugène làm võ tướng trọng thần cho ba hoàng đế La-Đức kiêm đại công tước Áo: Leopold I, Joseph I và Karl VI. Eugène lần đầu tham chiến trong trận phòng thủ Viên trước quân Thổ-Ottoman năm 1683, kế đến tham gia Chiến tranh Liên minh Thần thánh và Chiến tranh Chín năm cùng với người em họ là Quận công xứ Savoie. Sau khi trở thành Thống chế Đế quốc La-Đức năm 1693, Eugène sớm đạt được tiếng tăm trên khắp châu Âu nhờ việc đại phá quân Ottoman do vua Mustafa II chỉ huy trong trận Zenta vào năm 1697. Thắng lợi của quân đội La-Đức ở Zenta đã đưa đến việc ký kết Hòa ước Karlowitz (1699), đánh dấu sự bá quyền của hoàng triều Habsburg ở Nam Trung Âu. Sau khi đánh thắng người Ottoman, Eugène tiếp tục tham gia Chiến tranh Kế vị Tây Ban Nha; trong đó, ông đã liên kết với quân Anh của Quận công Marlborough đánh tan quân Pháp trong các trận đánh Blenheim (1704), Oudenarde (1708), và Malplaquet (1709) tại Tây Âu. Tự thân ông cũng lập nhiều chiến công lớn trên cương vị Tổng tư lệnh quân đội Đế quốc La-Đức trên mạn bắc bán đảo Ý, tiêu biểu là trận Torino (1706). Sau này, khi Áo tái chiến với Ottoman trong cuộc chiến năm 1716-1718, danh tiếng của Eugène đã được củng cố với những chiến thắng giòn giã tại Petrovaradin (1716) và Beograd (1717).
Cuối thập niên 1720, thanh thế và kỹ năng ngoại giao của Eugène đã đem lại cho nước Áo những đồng minh hùng mạnh trong các cuộc tranh chiến của họ với Pháp và chư hầu; tuy nhiên, do sức khỏe suy nhược trong những năm cuối thời, Eugène không thu được nhiều thắng lợi trên cương vị Tổng tư lệnh quân đội La-Đức trong Chiến tranh Kế vị Ba Lan. Dù vậy, Eugène vẫn được vua quan Habsburg trọng vọng như một danh tướng không ai bì kịp. Tuy có nhiều nhận định trái chiều về nhân cách của Eugène, giới sử học tựu trung đều thừa nhận những công lao của ông với vương triều Habsburg: Eugène đã góp phần cứu đế quốc Habsburg khỏi sự bành trướng của Pháp; đồng thời bẻ gãy cuộc xâm lăng phương Tây của người Thổ, giải phóng Trung Âu khỏi một thế kỷ rưỡi dưới sự đô hộ của đế quốc Thổ-Ottoman. Không những là một võ tướng được mến mô, Eugène còn là một nhà bảo trợ lớn của nghệ thuật, đã cho xây cất nhiều công trình nguy nga ở kinh thành Viên. Khi đang ngủ tại nhà, ông qua đời vào ngày 21 tháng 4 năm 1736, hưởng thọ 72 tuổi.

## Đại chiến Thổ Nhĩ Kỳ

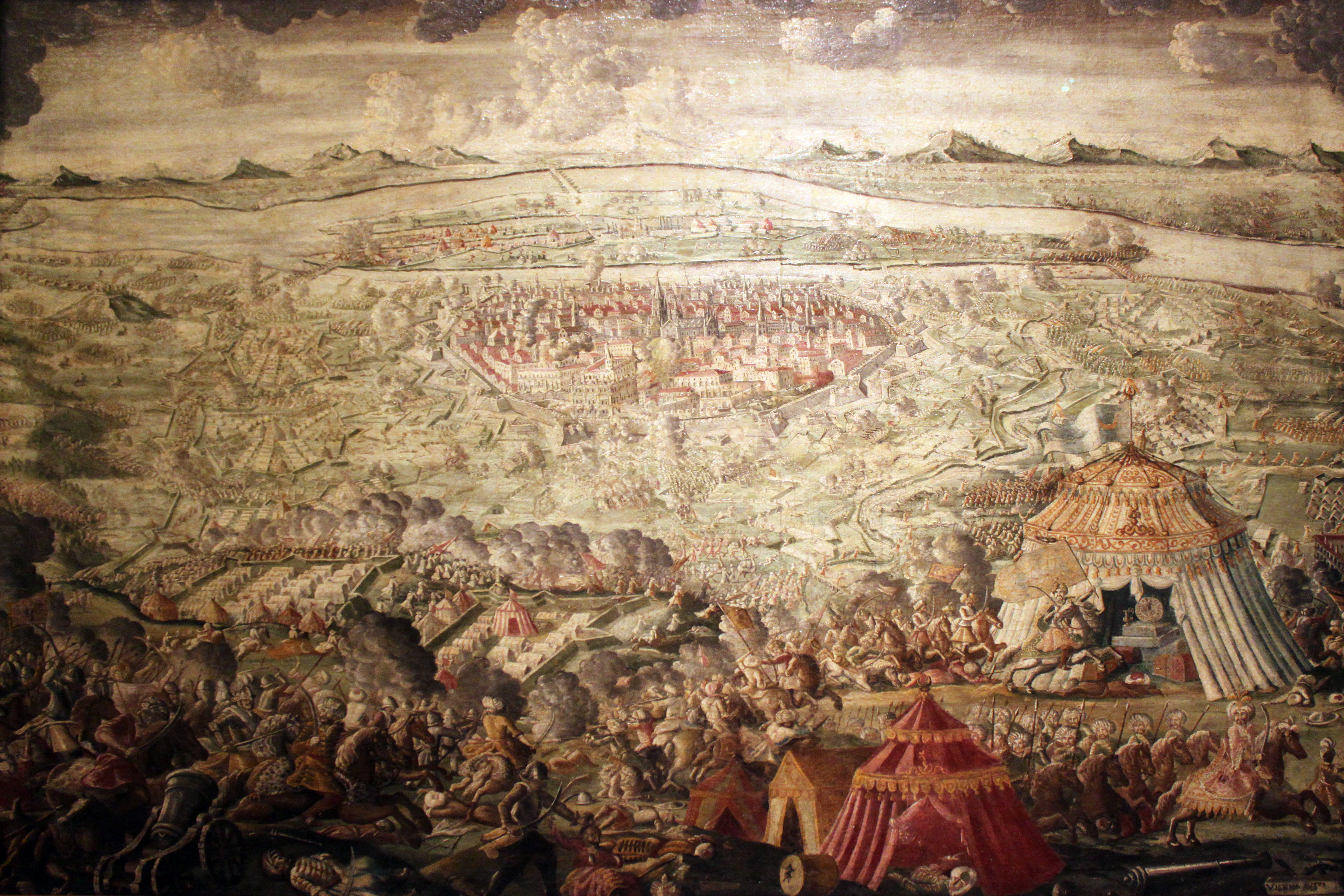
Trận giải vây Viên ngày 12 tháng 9 năm 1683.

Tháng 5 năm 1683, mối đe dọa từ người Thổ với Viên – đế đô Đế quốc La Mã Thần thánh – đã trở thành hiện thực. Được sự khích lệ của lực lượng khởi nghĩa Hungary do Imre Thököly cầm đầu, Thừa tướng Thổ Kara Mustafa Pasha đem 10–20 vạn quân xâm lược Hungary thuộc Áo. Đến tháng 7 năm 1683, 9 vạn quân chủ lực của Kara Mustafa đã áp sát chân thành Viên. Tình huống cấp bách này buộc Hoàng đế La Mã Thần thánh Leopold I phải chạy sang lánh nạn ở Passau trên thượng lưu sông Donau. Eugène đã đến doanh trại của Leopold I vào giữa tháng 8 năm 1683.
Dù Eugène không phải người gốc Áo, Leopold I đã cho ông vào quân đội Đế quốc La Mã Thần thánh vì những lý do sau: Eugène có dòng máu họ Habsburg trong lai lịch của mình. Ông nội Eugène là Tommaso Francesco, tiên tổ nhánh Carignano họ Savoia/Savoie, là con của Catherine Michelle – con gái vua Felipe II nhà Habsburg bên Tây Ban Nha – và là chắt của Hoàng đế La Mã Thần thánh Karl V. Nhưng hơn thế nữa Eugène là em con chú của Quận công Vittorio Amadeo xứ Savoie – một kẻ thù lớn của vua Pháp, nên Leopold I tin rằng mối quan hệ này sẽ giúp ích của ông ta trong các cuộc tranh hùng với Pháp sau này. Thêm vào đó, dáng vẻ và phong thái khắc khổ của Eugène đã làm đẹp lòng Leopold I và các đại thần đạm bạc của ông ta. Dù Eugène ưa chuộng tiếng Pháp, ông thưa thỉnh với Leopold I bằng tiếng Ý vì biết vị hoàng đế này rất ghét tiếng Pháp (dù giỏi ngôn ngữ nào). Eugène cũng có kỹ năng tiếng Đức khá vững, giúp ông dễ dàng làm việc trong quân đội Đế quốc La Mã Thần thánh. Eugène đã thề với Leopold rằng "Tôi xin cống hiến mọi sinh lực, lòng dũng cảm và nếu cần thiết, cả giọt máu cuối cùng của tôi, để phò tá Hoàng đế Bệ hạ".
Lời thế này ngay lập tức được đưa vào thử nghiệm. Tháng 9 năm 1683, quân đội Đế quốc La Mã Thần thánh do quận công Karl V xứ Lothringen chỉ huy, cùng một đội quân hùng hậu của Ba Lan do vua Jan III Sobieski chỉ huy, đã hoàn tất việc chuẩn bị tập kích quân đội Ottoman. Buổi sáng ngày 12 tháng 9, liên quân Cơ Đốc giáo dàn trận tuyến trên các sườn dốc phía đông-nam quần thể rừng Wienerwald, từ trên đó họ ào xuống tấn công doanh trại khổng lồ của địch. Sau một ngày giao chiến, liên quân Ba Lan - quân đội Đế quốc La Mã Thần thánh đã đánh tan đạo quân của Mustafa Kasha và đặt dấu chấm hết cho 60 ngày quân Ottoman vây khốn Viên. Sử liệu cho biết Eugène đã chiến đấu dũng cảm trong trận đánh, được cả quận công Lothringen và hoàng đế La Mã Thần thánh ngợi khen. Sau này ông được phong hàm Đại tá danh dự Trung đoàn Long kỵ binh Kufstein.

#### Liên minh thần thánh

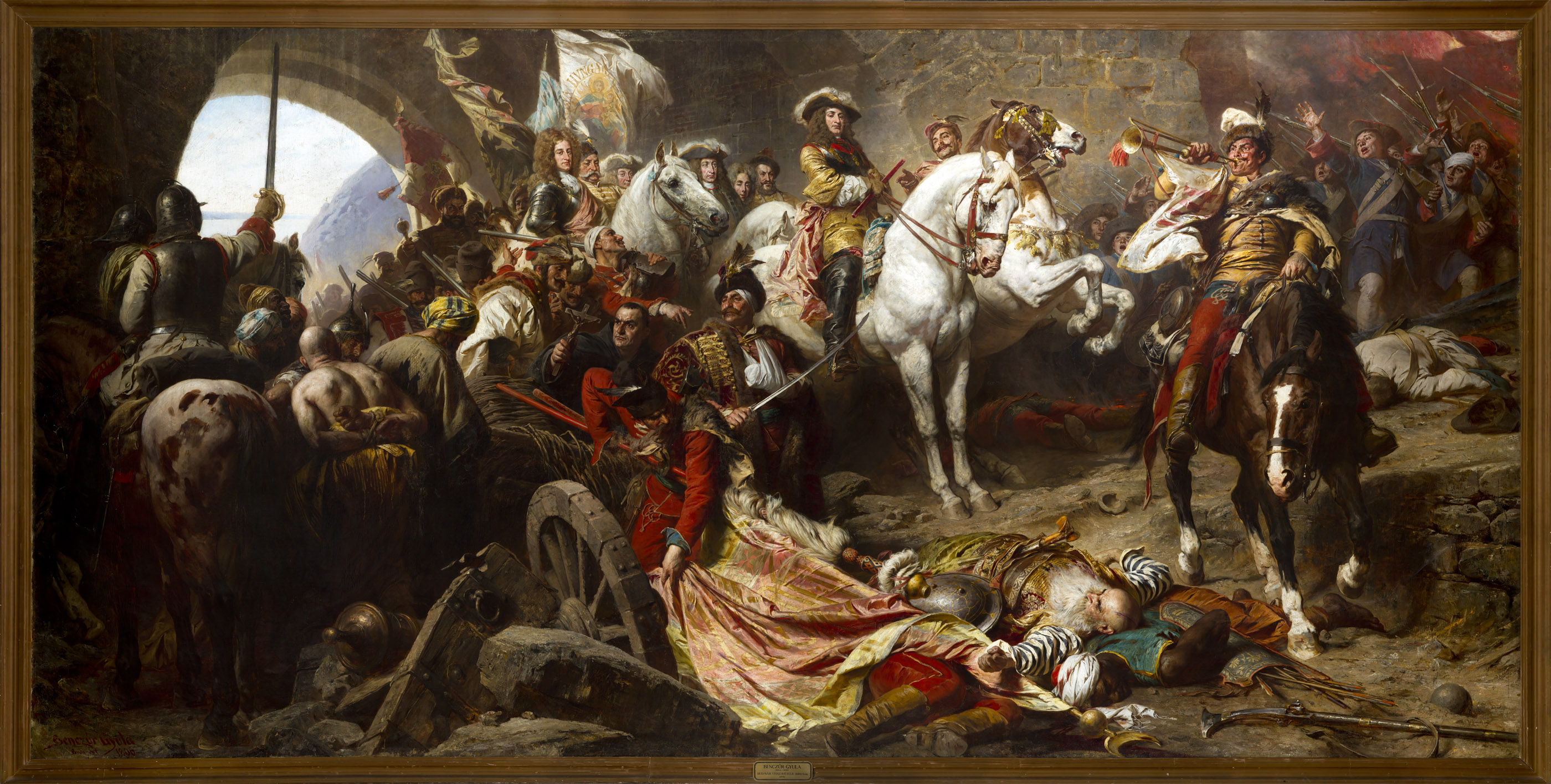
Trận tái chiếm thành Buda năm 1686, tranh của Gyula Benczúr.

Sau thắng lợi ở Viên, tháng 3 năm 1684, vua Leopold I khởi lập Liên minh thần thánh cùng Ba Lan và Venezie diệt trừ "rợ Thổ" (Ottoman). Eugène tham gia các chiến dịch đánh Thổ trong 2 năm kế tiếp; ông thường chiến đấu có phong độ và bản lĩnh. Bởi vậy mà cuối năm 1685, ông lên quân hàm Thiếu tướng lúc chỉ mới 22 tuổi. Tuy nhiên, sử sách không ghi chép nhiều về cuộc đời của Eugène trong giai đoạn này. Các quan sát viên đường thời chỉ nhận xét sơ sài về các hoạt động của ông; còn thư từ của ông trong thời gian đó (phần nhiều là gửi cho người em họ (Vittorio Amedeo), tuy là đến nay vẫn tồn tại, nhưng không tiết lộ nhiều về cảm xúc và trải nghiệm của ông. Dù gì, người nay cũng được biết rằng Baden có ấn tượng tốt với tài nghệ của Eugène và đã ra một nhận xét đắt giá: "Chàng trai này, ngày sau, sẽ đứng một chân trong số những người được thế giới khen là nhà điều binh vĩ đại".

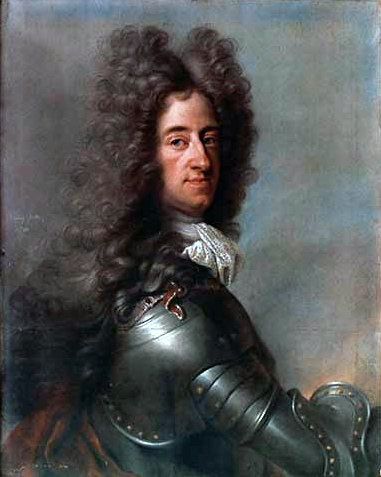
Chân dung Max Emanuel (1662–1726) qua nét vẽ của Joseph Vivien. Đây là Tuyển hầu tước Bayern, trước là thầy Eugène, sau là địch thủ của ông trong Chiến tranh Kế vị Tây Ban Nha.

Tháng 9 năm 1686, quận công Lothringen tiến binh vây Buda (Budapest), cơ quan đầu não của chính quyền đô hộ Ottoman trên đất Hungary. Sau 78 ngày giao tranh, ngày 2 tháng 9 thành phố thất thủ. Quân Liên minh thắng trận ruổi dài tới tận Transylvania và Serbia. Tiếp đó, năm 1687, Eugène cầm một lữ đoàn kỵ binh lập công lớn trong trận Mohács, giáng quân Thổ đại bại. Thất bại này làm tinh thần quân Thổ tụt dốc, đưa tới một cuộc binh biến của quân đội Thổ; cuộc binh biến này lan tràn tới tận quốc đô Constantinopolis. Tướng sĩ nổi dậy giết cả thừa tướng Suleiman Pasha và phế bỏ vua Mehmed IV. Một lần nữa, lòng dũng cảm của Eugène được các quan trên đánh giá cao, họ còn cho ông được tự tay đưa tin chiến thắng tới Viên. Ngoài ra, ông được thăng cấp Trung tướng vào tháng 11 năm 1687. Chưa hết, vua Tây Ban Nha Carlos II ban huân chương hiệp sĩ Goldenen Vlies cho Eugène, còn Vittorio Amedeo thưởng ông nhiều tiền và hai tu viện có giá trị ở Piedmont. Tuy nhiên, sự nghiệp chiến trận của Eugène tạm bị thụt lùi vào năm 1688: ngày 6 tháng 9 năm này, ông bị súng điểu thương địch bắn trúng đầu gối khi đang cùng các cánh quân khác vây thành Beograd. Phải tới tháng 1 năm 1689, ông mới trở lại phục vụ tích cực trong quân đội.

#### Sự gián đoạn từ hướng tây: Chiến tranh Chín năm
Đang lúc quân đội La-Đức do Max Emmanuel chỉ huy hạ thành Beograd ở hướng đông, vua Pháp Louis XIV sai quân vượt sông Rhein uy hiếp mặt tây của đế quốc La Mã - Đức. Louis XIV nghĩ người Đức đang bận đánh Thổ, nên không cần tốn nhiều binh lực sẽ ép họ nhường bộ cho những tham vọng bá quyền và lãnh thổ của ông. Thực ra, động thái sinh sự của Louis chỉ làm tăng thêm sự quyết tâm giữ vững mặt tây của người Đức. Tháng 5 năm 1689, Leopold I ký hiệp ước với Hà Lan chung sức đánh Pháp, mở màn chiến tranh Chín năm.
Cuộc chiến này là một trải nghiệm chán chường về mặt cá nhân và nghiệp vụ của Eugènee. Thoạt tiên ông chiến đấu trong quân của Max Emmanuel ở mặt trận sông Rhein, bị thương nhẹ vào đầu trong trận vây Mainz năm 1689. Năm 1690, Vittorio Amadeo nhập cuộc liên minh chống Pháp, Eugène được thuyên chuyển sang Piedmont giúp em họ mình. Ông lên lon Thượng tướng kỵ binh, đến Torino cùng bạn là viên tướng gốc Pháp Charles-François de Lorraine, chỉ để nhận một khởi đầu xui xẻo. Vittorio Amadeo đòi đánh quân Pháp do thống chế Nicolas Catinat chỉ huy ở Staffarda. Eugène thấy không lợi, bèn can ngăn, nhưng Amadeo không nghe. Kết quả là quân Liên minh bị quân Pháp đánh thua tan tác, chỉ may có Eugène khéo dẫn dắt kỵ binh Savoie rút lui nên mới ngăn được quân Pháp tiêu diệt hoàn toàn quân Amadeo. Trong thời gian tới, Eugène vẫn luôn có ấn tượng tiêu cực về các tướng sĩ ở Ý. Ông từng báo về Viên: "Nếu mọi người đều làm tốt phận sự, địch đã thua từ lâu lắm rồi". Đặc biệt, ông rất chán nản viên chỉ huy La-Đức Antonio Caraffa, và điếu này khiến ông từng dọa giải ngũ khỏi quân đội La-Đức.
Ở kinh sư, triều đình nghĩ Eugène đang tuổi trẻ còn kiêu rông, nhưng hoàng đế lại rất trân trọng sự tâm huyết của ông đối với quân đội La-Đức. Năm 1693, vua phong Eugène làm Thống chế (mặt khác, việc này nói lên sự thiếu hụt tướng giỏi của La-Đức hơn là tài thao lược của Eugène; quân La-Đức chỉ có hơn 20 thống chế tại ngũ). Năm 1694, người thay Caraffa là Aeneas de Caprara cũng bị thuyên chuyển. Có lẽ đây là lúc để Eugène trổ tài đánh, đánh cho quân Pháp những trận ra trò. Nhưng Amadeo giờ đã quá mất niềm tin vào chiến thắng. Ông này còn sợ nhà Habsburg vươn vòi rồng ảnh hưởng sang Ý hơn cả sợ người Pháp; vì vậy, Amadeo âm thầm thương lượng với Louis XIV để đưa Savoie khỏi cuộc chiến. Đến năm 1696, Amadeo trở giáo theo Pháp. Từ đây, Eugène không bao giờ tin tưởng hoàn toàn Amadeo nữa; ông vẫn tỏ ra vị nể Amadeo vì đây là người đứng đầu Savoie, nhưng quan hệ giữa hai người không còn gắn bó như trước nữa.
Trong chiến dịch ở Ý, vinh quang quân sự phần nhiều thuộc về thống chế Pháp Catinat, nhưng Eugène là tướng duy nhất của Liên minh có tên tuổi đi lên sau chiến tranh Chín năm. Tháng 9-10 năm 1697, Lepold I ký Hiệp ước Ryswick với Pháp, chiến tranh kết thúc bất phân thắng bại. Từ đây Leopold có thể dồn hết quân sang trừ họa xâm lược của người Thổ ở phía Đông.

### Trận Zenta

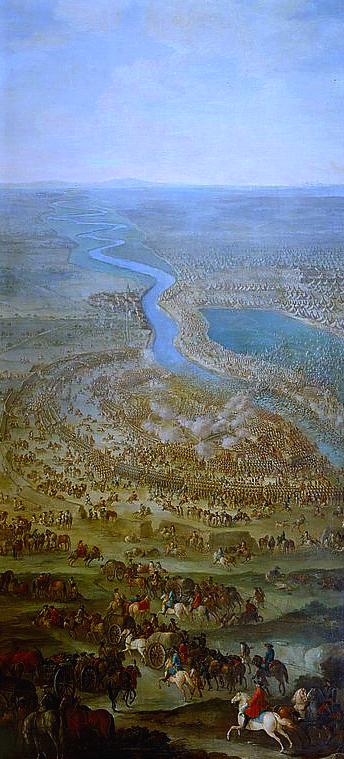
Trận Zenta qua tranh vẽ của Jacques Parrocel.

Thừa lúc Áo đang bận đánh Pháp, quân Ottoman tấn công chiếm lại Beograd năm 1690. Sang tháng 8 năm sau, triều đình Áo sai hầu tước Ludwig xứ Baden mở cuộc phản công đánh tan quân Ottoman trong trận Slankamen trên sông Donau, giành lại các vùng đất bị mất ở Hungary và Transylvania. Tuy nhiên, Baden được điều sang đánh Pháp ở Tây Âu năm 1692 và các tổng chỉ huy kế tiếp của quân đội La-Đức là Caprara (tại nhiệm 1692-1696) và tuyển hầu tước Friedrich August xứ Sachsen (tại nhiệm 1696-1697) không giành được một thắng lợi đủ sức thuyết phục vua Ottoman đầu hàng. Nghe lời khuyên của Tổng lý quân vụ Rüdiger Starhemberg, vua Áo cử Eugène làm tổng tư lệnh quân đội Đế quốc La-Đức vào tháng 4 năm 1697. Trên vai trò thống lĩnh toàn quân, Eugène có toàn quyền quyết định, không còn bị bị làm khó dễ bởi những ông tướng thận trọng quá mức như Caprara và Caraffa, và cũng không còn lệ thuộc vào bởi một người dùng binh kém như Victor Amadeus. Nhưng ông nhận ra rằng tổ chức và năng lực chiến đấu của quân đội Đế quốc La-Đức "tồi tệ đến mức không thể tả nổi". Lòng tự tin và quyết tâm của Eugène, cùng với sự hỗ trợ đắc lực của Commercy và Guido Starhemberg) đã giúp tân tổng tư lệnh dần dần khôi phục trật tự và kỷ luật quân đội La-Đức.

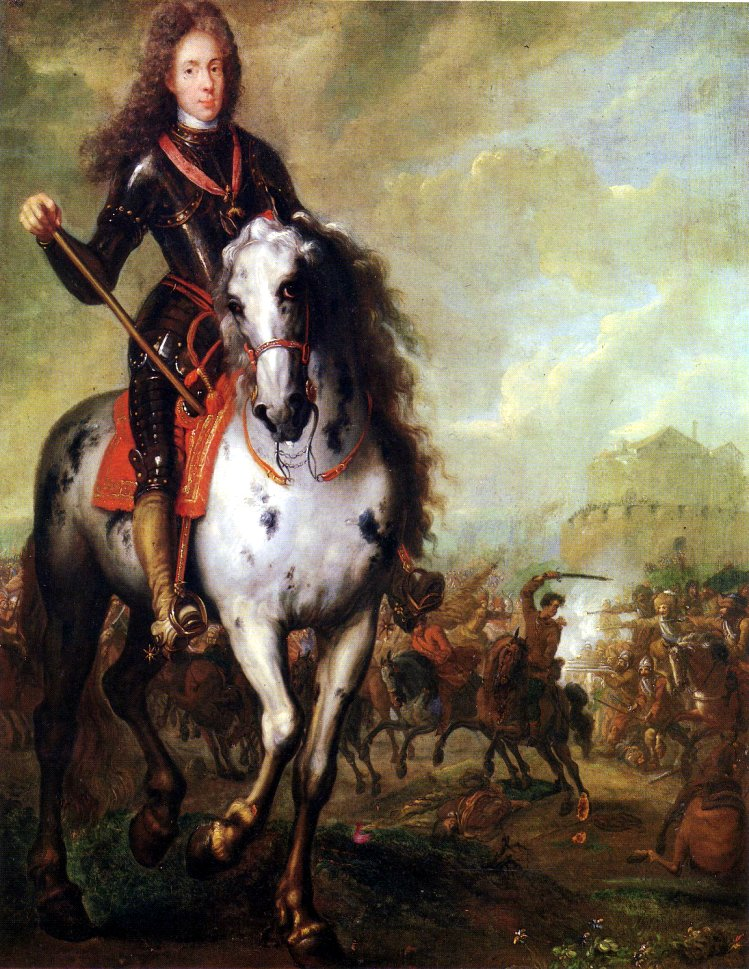
Chân dung Vương công Eugène xứ Savoie (1663–1736), thực hiện bởi Trường phái Vlaandereng khoảng năm 1700.

Leopold I đã khuyên Eugène nên ứng xử thận trọng, nhưng sau khi nghe tin hoàng đế Thổ Mustafa II tiến đánh Transylvania, Eugène dứt bỏ tất cả mọi ý tưởng về một chiến dịch phòng ngự và điều quân đi đón đầu quân Ottoman khi họ vượt sông Tisza tại Zenta ngày 11 tháng 9 năm 1697. Sau đó, Eugène xếp quân theo hình bán nguyệt và bất ngờ tấn công lực lượng Ottoman đang vượt sông. Các đòn tiến công ào ạt của người Áo và chư hầu Đức đã xé tan đội hình quân Ottoman và làm họ tháo chạy hỗn loạn về điểm xuất phát. Trận đánh kết thúc khi đêm xuống với thắng lợi triệt để của quân đội Đế quốc La-Đức. Quân Eugène chết và bị thương khoảng 2 nghìn người, nhưng đã xóa sổ được 25 nghìn quân Ottoman – trong đó có thừa tướng Elmas Mehmed Pasha – và làm tan rã số quân còn sót của Mustafa II. Mặc dù quân đội Thổ Ottoman khá lạc hậu so với các quân đội phương Tây về huấn luyện và tổ chức, chiến thắng Zenta đã chứng tỏ tài nghệ thao lược, tư duy quân sự táo bạo và khả năng truyền động lực cho tướng sĩ chiến đấu, chinh phục một kẻ thù đáng gờm.
Sau trận Zenta, Eugène xua quân truy kích vào vùng Bosnia thuộc Ottoman và đốt phá thành phố Sarajevo. Đến tháng 11 năm 1697, Eugène ca khúc khải hoàn về thành Viên. Chiến thắng của quân đội La-Đức do Eugène lãnh đạo ở Zenta đã biến ông thành một anh hùng châu Âu, và khiến ông được vua Leopold I ban thưởng một điền trang tại Hungary. Điền trang này đã mang lại cho ông một nguồn thu nhập đáng kể, tạo điều kiện cho ông trau dồi sở thích của mình với nghệ thuật và kiến trúc. Nhưng bên cạnh sự vinh hoa phú quý mà ông mới có được, Eugène giờ đây là một người cô độc, hầu như không có bạn bè và không còn một bà con họ hàng nào: trong 4 anh trai của ông, chỉ có một người duy nhất còn sống vào thời điểm đó. Người anh thứ tư của ông là Emmanuel đã chết năm 1676 khi mới 14 tuổi; người thứ 3 là Louis Julius đã chết trong quân ngũ năm 1683, và người thứ 2 là Philippe chết do đậu mùa năm 1693. Người anh còn sót của Eugène là Louis Thomas do bất hòa với Louis XIV nên bị ông ta trục xuất khỏi Pháp. Louis Thomas phải đi khắp châu Âu để tìm kiếm sự nghiệp. Năm 1699, Louis Thomas đến Viên, và nhờ Eugène nâng đỡ nên được tuyển mộ vào quân đội Đế quốc La Mã Thần thánh. Louis Thomas bỏ mạng khi chiến đấu với quân Pháp năm 1702. Trong các chị gái của Eugène, người nhỏ nhất đã chết từ khi còn thơ ấu. Hai người còn lại là Marie Jeanne-Baptiste và Louise Philiberte phải lưu lạc ở Bỉ, Thụy Sĩ và Savoie sau khi bị đuổi khỏi Pháp, và đều có đời sống phóng đãng; Marie chết yểu năm 1705 và Philibert chết năm 1726.
Trận Zenta đã trở thành thắng lợi quyết định của Áo và chư hầu Đức trong đại chiến Thổ Nhĩ Kỳ. Thấy vua Tây Ban Nha Carlos II đang sắp băng mà không có con nối dõi, Leopold I ký hòa ước Karlowitz chấm dứt chiến tranh với vua Ottoman ngày 26 tháng 1 năm 1699, hòng rảnh tay tập trung vào việc tranh đoạt quyền thừa kế ngai vàng Tây Ban Nha.

## Chiến tranh Kế vị Tây Ban Nha

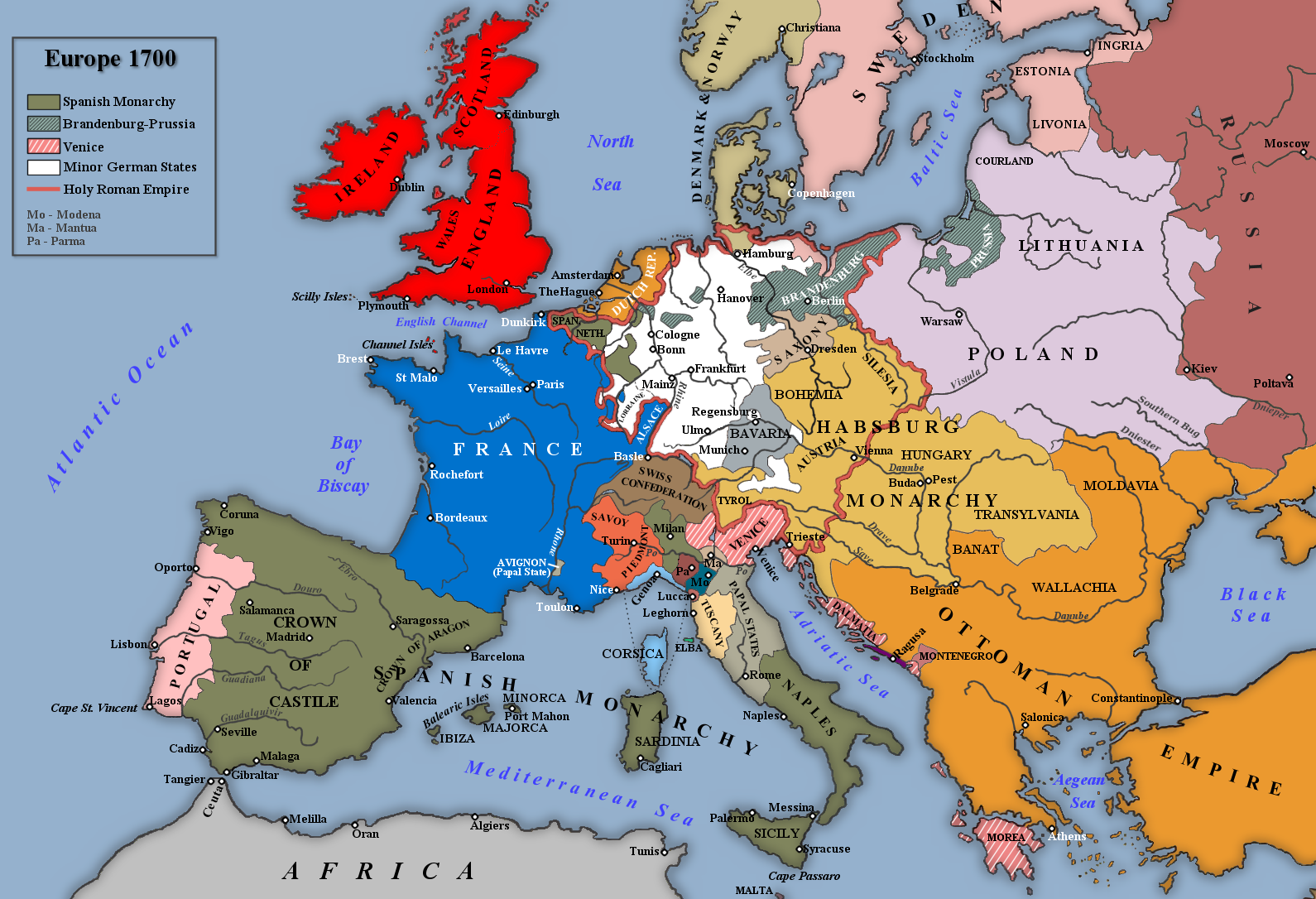
Châu Âu buổi đầu Chiến tranh kế vị Tây Ban Nha. Eugène đã đánh nhiều trận ở miền bắc Ý, Đức và Vùng đất thấp.

Ngày 1 tháng 11 năm 1700, vua Tây Ban Nha Carlos II chết mà không có con nối dõi. Carlos để lại di chiếu lập cháu nội Louis XIV là Philippe, quận công Anjou làm vua mới. Các nước Anh, Hà Lan và La-Đức phản đối việc này, vì sợ Pháp và Tây Ban Nha sẽ hợp nhất dưới sự thống trị của nhà Bourbon. Bản thân Leopold I cũng là họ hàng xa của Carlos II và có tham vọng tranh ngôi vua Tây Ban Nha. Không cần đợi Anh và Hà Lan ngỏ ý muốn hợp sức, Leopold I lập tức phác thảo kế hoạch thôn tính lãnh thổ của Tây Ban Nha tại Ý. Chiến tranh Kế vị Tây Ban Nha bùng nổ.

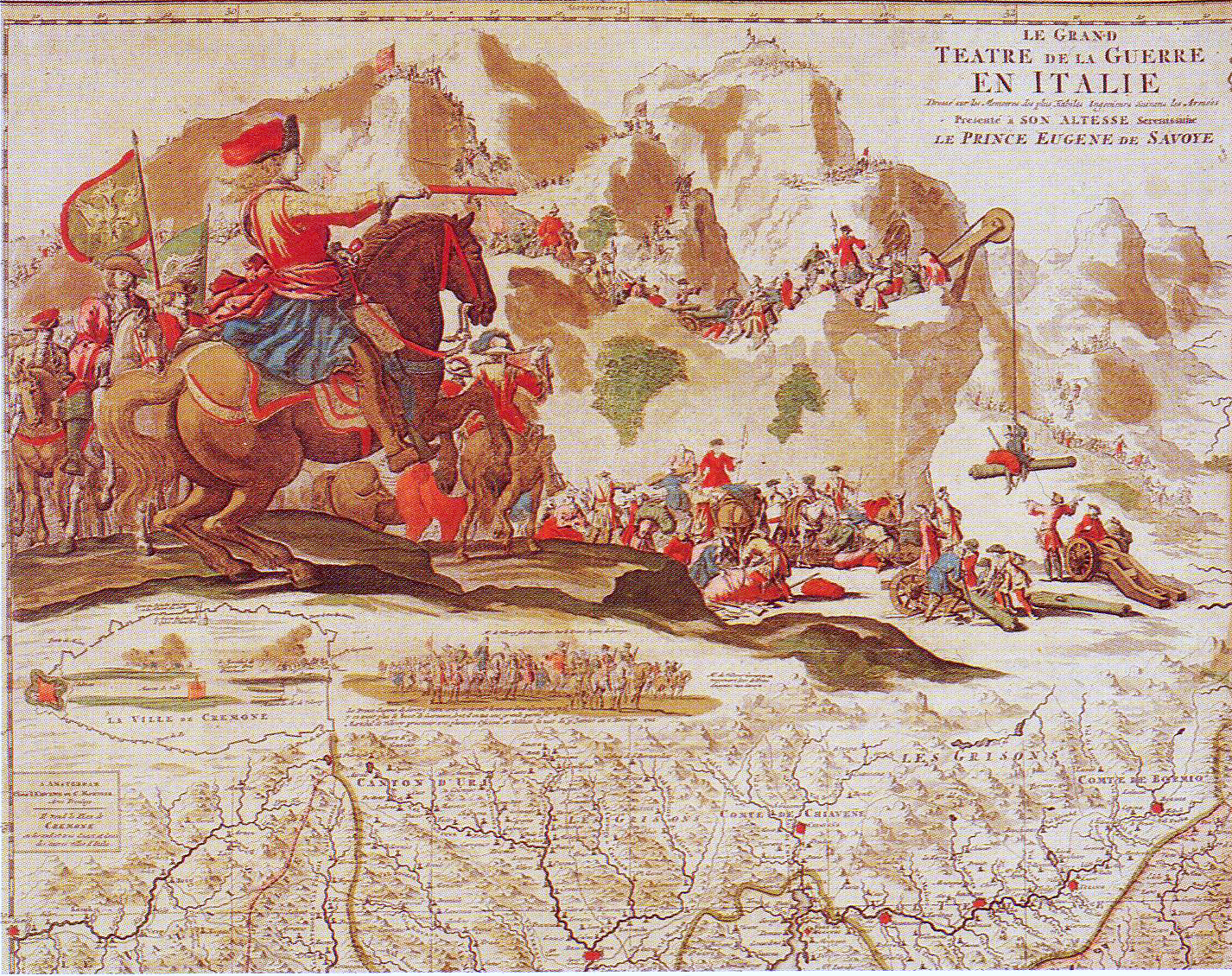
Eugène vượt dãy Anpơ (1701).

Eugène dẫn 3 vạn quân vượt dãy Anpơ vào tháng 5-6 năm 1701. Sau một loạt cuộc hành quân xuất sắc, quân đội La-Đức đã đánh tan quân Pháp do Catinat chỉ huy ở trận Carpi ngày 9 tháng 7. Louis XIV gửi thư cho Catinat rằng: "Ta đã cảnh báo ông rằng ông đang gặp phải một vương tử trẻ dũng mãnh, hắn không chịu bị ràng buộc vào các nguyên tắc quân sự thông thường", rồi sa thải Catinat. Ngày 1 tháng 9 Eugène đánh bại người kế nhiệm Catinat, thống chế Villeroi, trong trận Chiari, một trong những trận đánh đẫm máu nhất trên chiến trường Ý. Tuy nhiên, triều đình Viên đã không chi viện đầy đủ quân nhu, tiền bạc và binh lính cho Eugène phát huy chiến thắng. Ông đành chuyển sang các hình thức chiến tranh phi chính quy để chống lại quân Pháp vốn đông mạnh hơn nhiều. Ngày 31 tháng 1-1 tháng 2 năm 1702, Eugène cho quân đột kích vào Cremona, bắt được Villeroi. Nhưng quân đội La-Đức không chiếm được Cremona và Louis XIV cử Quận công Vendôme, một tướng giỏi hơn nhiều so với Villeroi, làm tư lệnh mới của phe Pháp. Eugène đã nài nỉ triều đình tăng quân nhưng không ai nghe ông. Ngày 15 tháng 8, Eugène tiến quân cự nhau với Vendôme trong trận Luzzara. Quân Pháp chịu thương vong nhiều gấp đôi quân Áo, song các đợt tấn công của Eugène đã bị chặn lại. Ông đành chuyển sang cố thủ ở phía nam dãy Anpơ. Đến tháng 1 năm 1703, Eugène được triệu hồi về Viên.

#### Chủ tịch Hội đồng Chiến tranh
Do thiếu hụt tiếp tế và sĩ khí sa sút, binh đoàn của Eugène đã không thắng lợi trong chiến dịch Ý năm 1702. Từ đây quân Pháp đã có thể tiến công đất Áo theo đường Bayern (vua Bayern là Maximilian Emanuel đã tuyên bố theo phe Pháp từ tháng 8 năm 1702). Cùng lúc đó, một bộ phận dân Hungary đã nổi dậy vào tháng 5 và gây cho triều đình Áo nhiều khó khăn. Ngân sách nhà nước Áo lại dần cạn kiệt, khiến Leopold I quyết định thay đổi bộ máy cai trị. Cuối tháng 6 năm 1703, hoàng đế cử Gundaker Starhemberg thay Gotthard Salaburg làm Chủ tịch Ngân khố, còn Eugène thay Henry Mansfeld Chủ tịch Hội đồng Chiến tranh (Hofkriegsratspräsident).
Trên cương vị Chủ tịch Hội đồng Chiến tranh, Eugène bây giờ là một trong các đại thần thân cận nhất của Leopold. Ông cũng là người chủ tịch đầu tiên từ thời Montecuccoli vừa cai quản Hội đồng Chiến tranh, vừa trực tiếp cầm quân trên chiến trường. Eugène lập tức xúc tiến các biện pháp nâng cao chất lượng quân đội Áo; ông đi ủy lạo quân sĩ, chu cấp tiền bạc cho các tướng trận, ưu tiên phong thưởng những người có công hơn là người có gốc gác quyền quý, đồng thời cải thiện kỷ luật quân đội. Vương triều Áo đã gặp khủng hoảng lớn trên một số mặt trận vào năm 1703: tháng 6 năm đó, thống chế Pháp Villars hội quân với vua Bayern trên sông Donau, chuẩn bị đánh thốc vào Viên; cánh quân Pháp của Vendôme ở bắc Ý cũng rất mạnh, chỉ phải đối diện với một lực lượng mỏng của Áo do Guido Starhemberg chỉ huy. Thêm vào đó, quân nổi dậy Hungary do Francis II Rákóczi chỉ huy đã đánh bật quân đội Áo tới tận Moravia và Hạ Áo vào cuối năm đó.

#### Trận Blenheim

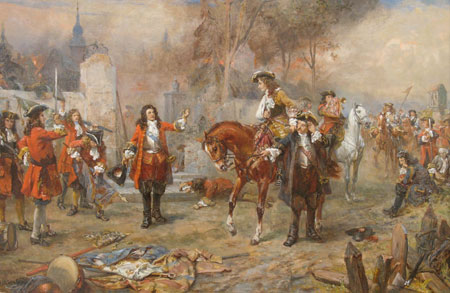
Quận công Marlborough chúc tụng Vương công Eugène xứ Savoy (người cưỡi ngựa) sau chiến thắng Blenheim, tranh của Robert Alexander Hillingford.

Các mâu thuẫn giữa Villars và tuyển hầu tước Bayern đã làm mất cơ hội cho họ tấn công Viên trong năm 1703, nhưng các triều đình Versailles và Madrid vẫn tin chắc rằng kinh đô Áo sẽ sớm thất thủ. Từ tháng 2 năm 1703, đại sứ Đế quốc La Mã Thần thánh tại Luân Đôn Wratislaw đã hối thúc Anh và Hà Lan đưa quân đến sông Donau, nhưng chính phủ Anh tỏ ra quan tâm tới các vấn đề thuộc địa và thương mại hơn là cuộc chiến tại Nam Âu. Chỉ có một số nhỏ quan lại Anh và Hà Lan nhận thức được những hậu quả tiềm tàng nếu nước Áo bại trận, và tiêu biểu nhất trong số này là đại tướng Anh - Quận công Marlborough.
Đầu năm 1704, Marlborourgh quyết định tiến quân vào Nam Đức đặng đánh đuổi quân Pháp khỏi lưu vực sông Donau. Biết Eugène là một ông tướng có nhiệt huyết và kinh nghiệm dày dặn, Marlborough đã đích thân thỉnh cầu Eugène tham gia chiến dịch của mình. Hai tướng gặp nhau lần đầu tiên tại ngôi làng nhỏ Mundelsheim vào ngày 10 tháng 6 và sớm hình thành một mối quan hệ hợp tác rất ăn ý. Sự kết hợp chặt chẽ và hiệu quả giữa hai ông đã đem lại cho phe Liên minh nhiều thắng lợi trong cuộc chiến. Trận thắng đầu tiên, và cũng là trận thắng oanh liệt nhất của bộ đôi Marlborough-Eugène diễn ra tại Blenheim vào ngày 13 tháng 8 năm 1704. Eugène chỉ huy quân cánh phải Liên minh kìm chân lực lượng đông vượt trội của tuyển hầu tước Bayern và thống chế Pháp Ferdinand de Marsin, trong khi Marlborough phá vỡ trung quân của thống chế Pháp Tallard. Kết thúc trận đánh, quân đội Liên minh đã tiêu diệt 3 vạn quân Pháp và làm tàn binh Pháp phải rút chạy về Strasbourg. Mặc dù chiến tranh còn kéo dài thêm nhiều năm nữa, chiến thắng của Marlborough - Eugène ở Blenheim đã loại Bayern khỏi vòng chiến và cứu Viên khỏi nguy cơ thất thủ. Hai tướng Liên minh đều không tiếc lời khen ngợi thành quả của nhau, và dân châu Âu ca tụng cả hai người như những anh hùng trận Blenheim. Về phần Eugène, việc ông chặn đứng quân cánh trái Pháp-Bayern tại Blenheim cùng với những yêu cầu hành động dứt khoát của ông trước trận đánh đã góp phần quyết định thắng lợi của phe Liên minh năm 1704 ở Nam Đức.
Sau khi thua trận Blenheim, nước Pháp phải đối mặt với nguy cơ bị xâm lược, chuyển sang thế bị động, nhưng triều đình Leopold I chưa thể làm thế do phải đối mặt với nhiều áp lực khác: thứ nhất là do cuộc khởi nghĩa của Rákóczi đang trên đà thắng lợi; thứ hai là do Guido Starhemberg và Vittorio Amedeo (trở lại phe Liên minh chống Pháp từ năm 1703) đã không cản nổi quân Pháp của Vendôme trên mạn bắc Ý. Chỉ có thành Torino - kinh đô của Vittorio Amedeo là còn trụ vững.

#### Torino và Toulon
Eugène về Ý vào tháng 4 năm 1705, ông định tiến về phía tây tới Torino nhưng bị các cuộc hành binh khéo léo của Vendôme chặn lại. Eugène gặp nhiều trở ngại lớn do thiếu thuyền bè và nguyên liệu xây cầu, thêm vào đó, bệnh tật và đào ngũ trong quân ngũ La-Đức khiến quân số bên ông giảm mạnh so với bên Pháp. Leopold I đã hứa sẽ cấp thêm tiền và binh lính, nhưng rồi đó chỉ là lời hứa suông. Đã vậy, Eugène còn liên tục bị Amadeo và triều đình Viên thúc ép phải hành động. Hậu quả là quân đội La-Đức bị đánh bại thê thảm trong trận Cassano ngày 16 tháng 8. Tháng 5 năm 1705, Leopold I băng hà, Joseph I lên thay. Từ đây, Eugène bắt đầu nhận được sự hỗ trợ mà ông khao khát. Joseph I cũng luôn tin tưởng Eugène cho phép ông nắm quyền lớn về mặt quân sự của La-Đức; do vậy, đây là vị hoàng đế làm Eugène hạnh phúc nhất khi được phò tá trên tư cách là một thần tử. Joseph I hứa hẹn sẽ giúp sức Eugène, và thuyết phục ông trở lại Ý để khôi phục vinh quang của triều Habsburg.

Các trận lớn của Eugène trên mặt trận Ý thời chiến tranh Kế vị Tây Ban Nha.

Eugène trở về Ý giữa tháng 4 năm 1706, chỉ kịp để tổ chức một cuộc rút lui bài bản cho tàn quân của bá tước Reventlow sau khi người này bị Vendôme đánh thua ở trận Calcinato ngày 19 tháng 4. Sau trận này, Vendôme củng cố trận tuyến phòng ngự dọc sông Adige, hòng giam cầm sự chú ý của Eugène về hướng đông đang khi tướng khác của Pháp là hầu tước La Feuillade uy hiếp Torino. Kế này không vượt qua được cặp mắt tinh tường của Eugène. Ông một mặt giả cách tấn công dọc sông Adige, mặt khác đem quân tràn xuống hướng nam, vượt sông Po vào giữa tháng 7, nhờ vậy ông giữ được một vị trí thuận lợi để từ d9o1 ông có thể đi về hướng tây đánh Piedmont và giải vây Torino.

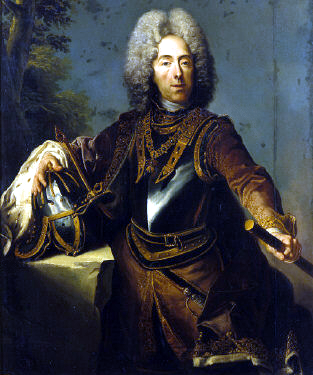
Chân dung Eugène do Jacob van Schuppen vẽ.

Trong lúc đó, các diễn biến trên các mặt trận khác đã tác động tích cực tới mặt trận Ý. Ngày 23 tháng 5, Marlborough thắng Villeroi ở trận Ramillies. Louis XIV phải gọi Vendôme lên mạn bắc để chỉ huy quân Pháp trên miền Vlaanderen. Công tước Saint-Simon gọi sự thuyên chuyển này là giải thoát cho Vendôme, vì bấy giờ người này đã "bắt đầu cảm thấy không thể đạt được chiến thắng [ở Ý] ... vì Vương thân Eugene, có viện binh nhập cuộc sau trận Calcinato, đã thay đổi hoàn toàn cục diện trên chiến trường này." Dưới sự chỉ đạo của Marsin, Công tước Orléans thay Vendôme cầm quân ở Ý, nhưng sự thiếu quyết đoán và hỗn loạn trong quân doanh Pháp đã làm hỏng việc của Marsin và Orléans. Eugène hội quân với Vittorio Amadeo ở Villastellone đầu tháng 9, rồi tung quân đánh phá, áp đảo và đánh bại hoàn toàn cánh quân Pháp đang vây Torino ngày 7 tháng 9. Chiến thắng của Eugène đã trục xuất quân Pháp khỏi miền bắc Ý, đưa toàn bộ thung lũng Po vào tầm kiểm soát của Liên minh. Eugène đã đạt được một thắng lợi quan trọng không kém trận Ramillies của Marlborough; chính người này đã viết: "Tôi thật khó diễn tả hết niềm vui mà nó [Torino] mang lại cho tôi, vì tôi không chỉ đề cao mà còn thật sự mến mộ vị vương thân đó (Eugène). Trận đánh vinh quang đó chắc hẳn phải làm Pháp suy suyễn lắm, để những người bạn của chúng ta chỉ cần đánh mạnh thêm một năm nữa thôi, chúng ta được Chúa quan phòng sẽ không thể không đạt được một hòa ước khiến chúng ta an lạc sau tất cả những ngày gian nan".
Trận Torino đã mở ra thời kỳ thống trị của Áo ở Lombardia. Hoàng đế phong Eugène làm trấn thủ Milano. Nhưng năm 1707 diễn ra đáng thất vọng cho ông và toàn bộ Liên minh. Ý định ban đầu của hoàng đế và Eugène là chiếm các xứ Napoli và Sicilia từ tay phe cánh của Philippe-công tước Anjou, nhưng các lãnh đạo La-Đức cuối cùng đã miễn cưỡng chấp thuận đề xuất của Marlborough đánh phá Tulon - căn cứ then chốt của hải quân Pháp trên biển Địa Trung Hải. Tuy nhiên, các tướng Liên minh là Vittorio Amadeo, Eugène và đô đốc Anh Shovell hợp tác không ăn ý, làm hỏng toàn bộ chiến dịch Toulon. Eugène cho rằng chiến dịch này là thiếu thực tiễn, và trong suốt chiến dịch ông không hề biểu hiện "sự sốt sắng mà ông bộc lộ trong các dịp khác". Quân Pháp đổ nhiều viện binh tới chặn đánh, và tới ngày 22 tháng 7 năm 1707 quân đội La-Đức phải rời bỏ Toulon. Ít lâu sau, quân Liên minh chiếm được thành phố Susa, nhưng việc này không bù đắp được sự phá sản hoàn toàn của chiến dịch Toulon, kéo theo sự tan vỡ của mọi hy vọng từ phía Liên minh về một trận đánh dứt điểm trong năm này.

## Chiến tranh Áo-Thổ

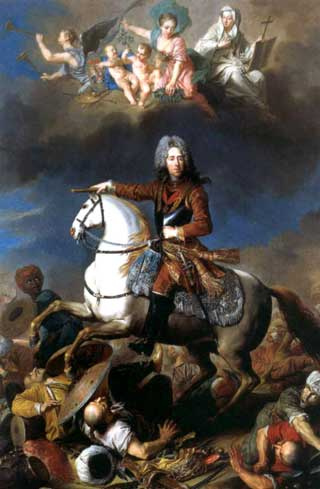
Vương công Eugène trong cuộc chiến Áo-Thổ, họa phẩm của Jacob van Schuppen.

Việc Eugène giảng hòa với Pháp có nguyên nhân chính là do mối hiểm họa ngày càng gia tăng từ người Thổ ở phương Đông. Các tham vọng bành trướng của đế quốc Thổ Ottoman đã hồi sinh sau khi họ đè bẹp quân đội Nga của vua Pyotr I trên sông Pruth, và vào tháng 12 năm 1714 vua Ottoman là Ahmed III xua quân đánh chiếm bán đảo Pelopennese của Cộng hòa Venezia. Từ động thái này, triều đình Viên phán đoán rằng người Thổ đang ấp ủ dự định tái chiếm Hungary và phá vỡ hòa ước Karlowitzof 1699. Sau khi các đề xuất làm trung gian của Áo bị triều đình Ottoman phủ nhận vào tháng 4 năm 1716, Karl VI truyền lệnh cho Eugène đem một đạo quân nhỏ (nhưng tinh nhuệ) đến giữ yên mạn Hungary. Trong các cuộc chiến tranh của Eugène, đây là cuộc chiến mà ông có nhiều quyền hạn chỉ huy nhất, và đây cũng là một trong số ít những cuộc chiến mà nước Áo hầu như tự lực chiến đấu và chiến thắng trong thế kỷ XVIII - XX.
Eugène rời kinh đô Viên cùng 8–9 vạn quân vào đầu tháng 6 năm 1716. Đầu tháng 8 năm 1716, vua Ottoman sai con rể là thừa tướng Damat Ali Pasha cầm 20 vạn quân từ Beograd tiến đánh quân Eugène trên hướng tây thành Petrovaradin ở bờ bắc sông Donau. Thừa tướng Ottoman dự định công chiếm thành trì này, nhưng Eugène quyết định ra tay trước. Sau khi bác bỏ các đề xuất mang tính thận trọng của thuộc cấp, Eugène điều 7 vạn quân tấn công quân Ottoman gần Petrovaradin ngay trong buổi sáng ngày 5 tháng 8. Các đợt tiến công đầu tiên của quân La Mã Thần thánh bị lính túc vệ Ottoman đẩy lùi. Nhưng sau đó, Eugène tung kỵ binh đánh thốc vào hai bên sườn đối phương, tạo thế bao vây, tiêu diệt quân đội Thổ Ottoman. Trận đánh kết thúc với thắng lợi lớn của quân đội Đế quốc La Mã Thần thánh; phía Eugène mất 5 nghìn quân chết và bị thương, nhưng số quân Ottoman bị loại khỏi vòng chiến có lẽ còn lớn hơn gấp đôi. Bản thân thừa tướng Ali Pasha cũng bị giết tại trận và tàn quân Ottoman chạy thục mạng về Beograd.

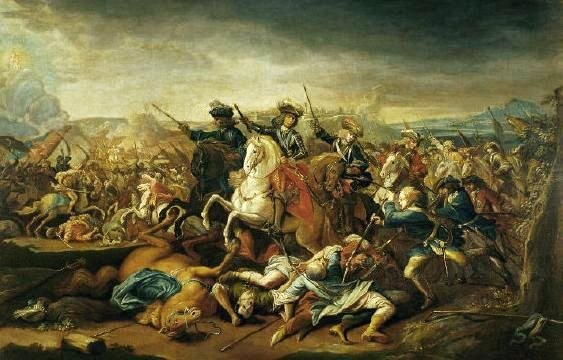
Eugène trong trận Beograd 1717 (tranh vẽ của Johann Gottfried Auerbach). Đây là chiến thắng lớn cuối cùng trong sự nghiệp của ông.

Phát huy chiến thắng, Eugène đánh hạ thành Timișoara (tiếng Đức: Temeswar) vào giữa tháng 10 năm 1716, đặt dấu chấm hết cho 164 năm đô hộ của người Thổ tại xứ này. Sau đó, ông dồn sức chuẩn bị xâm chiếm thành phố Beograd trong năm sau. Ông coi Beograd là mục tiêu chính mà Áo cần đạt được trong cuộc chiến. Tọa lạc tại hợp lưu các sông Donau và Sava, Beograd được chốt giữ bởi 3 vạn đồn binh Ottoman do Mustapha Pasha chỉ huy. Quân đội Đế quốc La Mã Thần thánh triển khai vây hãm Beograd vào giữa tháng 6 năm 1717, và đến cuối tháng 7 đại bác của họ đã phá hủy phần lớn thành phố. Thế trận xem chừng sẽ xoay chuyển vào đầu tháng 8, khi thừa tướng mới Halil Pasha đem 15–20 vạn quân tiếp viện Ottoman đến cao nguyên phía đông Beograd. Trong lúc chờ thời cơ giải vây cho Beograd, Halil Pasha cho đại bác từ trên cao nguyên bắn dồn dập vào đội hình địch. Cùng lúc đó, bệnh kiết lỵ lan tràn trong hàng ngũ quân đội La-Đức gây nhiều hao tổn cho họ. Người ta đồn đại trên khắp châu Âu rằng Eugène đang sắp sửa "tới số". Nhưng ông không bỏ cuộc: phán đoán rằng chỉ một thắng lợi quyết định mới cứu được quân đội ông khỏi thế nguy, Eugène quyết định tấn công đạo quân cứu viện của người Thổ. Sáng ngày 16 tháng 8, 4 vạn quân Áo và chư hầu Đức vượt qua sương mù, bất ngờ xốc tới đánh tan quân Halil Pasha, làm ông này phải thu quân chạy khỏi Beograd. 1 tuần sau đó, đồn binh Beograd đầu hàng quân đội La-Đức. Chiến thắng của Eugène tại Beograd đã xác định kết quả chung cuộc của cuộc chiến với phần thắng thuộc về đế quốc La-Đức: theo Hòa ước Passarowitz ngày 21 tháng 7 năm 1718, người Ottomon giành được Pelopennese từ tay người Venezia, nhưng phải "dâng" Timișoara, Beograd và phần lớn Serbia cho nhà Habsburg. Cuộc chiến 1716-1718 đã khẳng định tên tuổi của Eugène như một viên tướng giỏi chiến trận nhất châu Âu. Khả năng chuyển bại thành thắng tại những thời điểm nguy kịch của Eugène đã được thể hiện rõ nét nhất trong cuộc chiến này.

## Nhận định

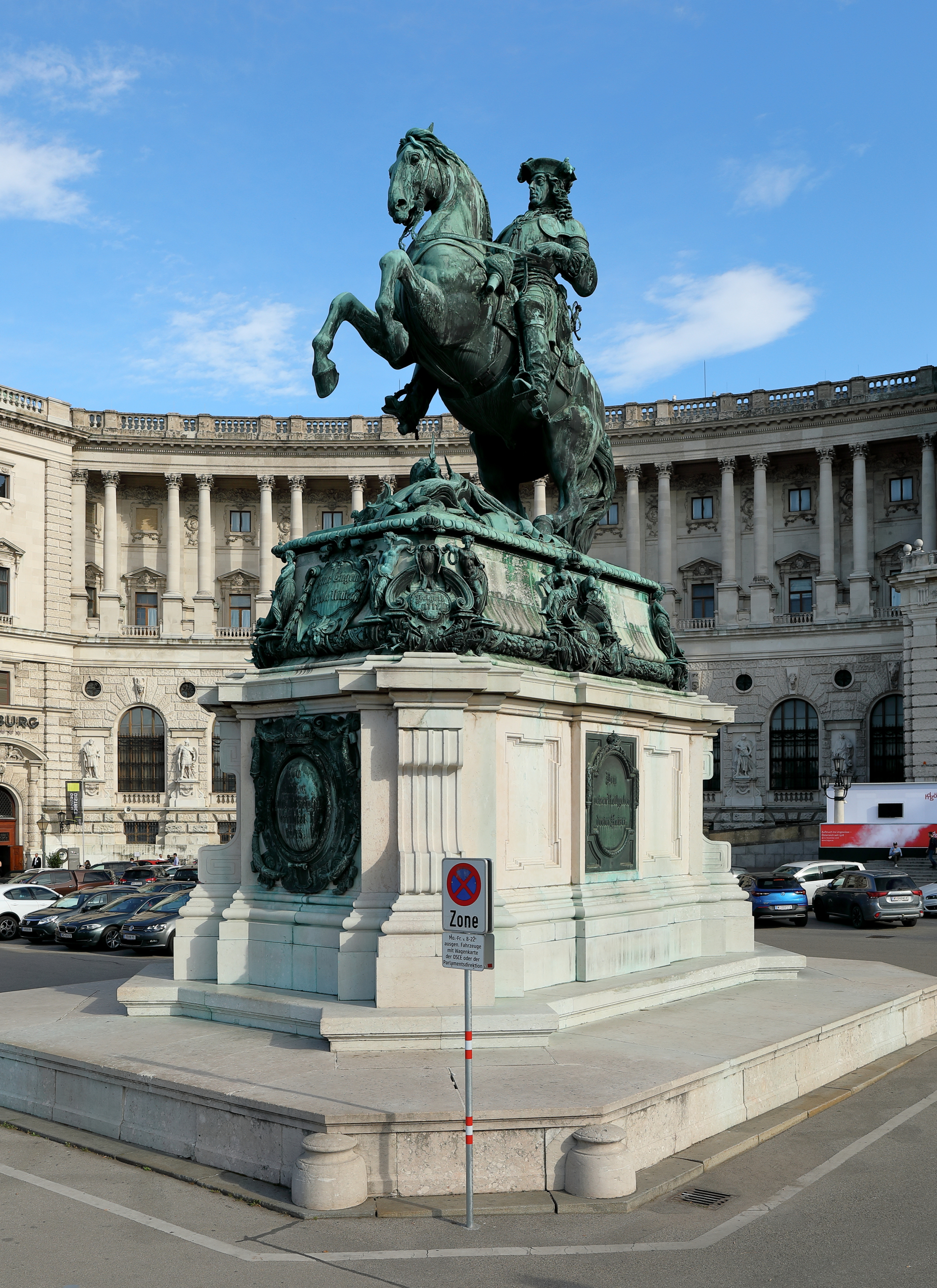
Đài tưởng niệm Eugène tại Quảng trường Anh hùng (Viên) do Anton Dominik Fernkorn thực hiện.

Napoléon đánh giá Eugène là một trong 7 nhà cầm quân lớn nhất trong lịch sử. Dù nhiều bình luận viên quân sự bất đồng với sự định giá của Napoléon, các sử gia đồng thuận rằng Eugène là tướng giỏi dùng binh nhất trong lịch sử Áo. Eugène không có những thay đổi sáng tạo về sách lược quân sự và cơ cấu quân đội Đế quốc La-Đức, nhưng ông biết điều khiển hiệu quả một cơ chế khó điều khiển. Ông có tài tổ chức, tinh thông về cả chiến thuật lẫn chiến lược, luôn tin tưởng vào tầm quan trọng của việc tiến hành một trận đánh quy ước, cũng như vào khả năng biết chọn đúng thời cơ tấn công quân địch của bản thân. Maurice de Saxe, một danh tướng Pháp đương thời đã viết: "Điều cần thiết là phải thấy được thời cơ và biết tận dụng nó. Vương tử Eugène có được cái phẩm chất cần có nhất trong nghệ thuật chiến này và đây là bằng chứng về một trí tuệ siêu việt nhất". Phong cách cầm quân linh hoạt của Eugène là chìa khóa đưa tới những thắng lợi quân sự của ông ở Ý và Đông Âu. Tuy nhiên, trong các chiến dịch ở Vùng đất thấp mà đặc biệt là sau trận Oudenarde năm 1708, Eugène và em họ ông là Ludwig xứ Baden lại đánh kiểu chắc ăn, nên bị dậm chân tại chỗ vào các hình thức chiến tranh công thành và bảo vệ tiếp tế kém linh động. Sau khi tấn công Toulon bất thành năm 1707, Eugène cũng do dự trong việc tổ chức các chiến dịch phối hợp lục-hải quân. Tuy nhiên, sử gia Derek McKay cho rằng khiếm khuyết lớn nhất của Eugène nằm ở di sản của ông: ông đã không đào tạo, vun đắp một thế hệ nhân tài nào đủ sức thay ông quản việc binh sau khi ông chết.